# Staffanstorp
Staffanstorp er et byområde i Staffanstorps kommun i Skåne län i Sverige. I 2010 var indbyggertallet 14.808.